# Ján Svítok
Ján Svítok, též Ján Svitok (17. června 1896 Cigeľ – 27. září 1949 Prievidza), byl slovenský a československý poválečný politik Komunistické strany Slovenska a poslanec Prozatímního Národního shromáždění.

## Biografie
Působil jako dělník a krejčí. Za druhé světové války se podílel na odboji. Působil v Prievidzi. Byl předsedou ilegálního okresního výboru KSS v Prievidzi a organizátorem zakládání revolučního národního výboru v horním Ponitří. V rámci razií proti IV. vedení ilegální KSS byl zatčen. Během Slovenského národní povstání předsedal revolučnímu ONV v Prievidzi a členem ÚV KSS. Podílel se pak na ústupu povstalců do hor.
Po roce 1945 zasedal v Ústředním výboru KSS. V letech 1945–1946 byl poslancem Prozatímního Národního shromáždění za KSS. Setrval zde do parlamentních voleb v roce 1946.
Od konce války až do své smrti zastával funkci předsedy ONV v Prievidzi a předsedy tamního okresního výboru KSS.